# Linea Leninskaja
La linea Leninskaja in russo Ленинская линия? o linea 1 è una linea della metropolitana di Novosibirsk

## Cronologia
| Tratto                            | Data di apertura | lunghezza |
| --------------------------------- | ---------------- | --------- |
| Krasnyj Prospekt - Studencheskaja | 7 gennaio 1986   | ?         |
| Studencheskaja – Ploschad'Marksa  | 26 luglio 1991   | ?         |
| Krasnyi Prospekt – Zael'covskaja  | 2 aprile 1992    | ?         |
| Totale                            | 8 stazioni       | 10,5 km   |